# Bespiegelingen over Narcissus
Bespiegelingen over Narcissus voor cello en orkest is een compositie van Matthias Pintscher. Het wordt door de componist zelf niet als een celloconcert gezien, maar de interactie tussen cello en orkest heeft wel veel weg van het klassieke concerto. Het kan ook als cellosymfonie worden beschouwd (samenspel tussen cello en orkest).
De componist laat onduidelijkheid over de titel bestaan; het werk kan verwijzen naar een eerder werk van hem (La Metamorfosi di Narciso), maar kan net zo goed als zelfstandig werk benoemd worden.

## Samenstelling
Het werk moet uitgevoerd worden door:
- een solocellist;
- 3 dwarsfluiten (3e is piccolo); 2 hobo’s (2e is althobo), 2 klarinetten, basklarinet, 2 fagotten, contrafagot;
- 4 hoorns, 3 trompetten, 3 trombones, tuba,
- 4 of meer slagwerk;
- harp, piano en celesta;
- strijkers (14 1e violen, 12 2e violen, 10 altviolen, 8 cello’s, 6 (vijfsnarige) contrabassen.

## Compositie
Het werk bestaat uit vijf delen (bespiegeling 1-5). De verwijzing naar Narcissus zou kunnen zijn, dat de cellist en het orkest elkaar continu aan het aftasten zijn, zonder dat er daadwerkelijk contact is. Het lijkt of de cellist contact zoekt, maar steeds weer terugdeinst, als er contact dreigt. Overigens kan die verhouding ook teruggevonden worden in de solopartij zelf; het lijkt erop of de cellist zich na een aantal tonen terugtrekt van het instrument omdat hij zijn handen eraan heeft gebrand. Pas in deel 4 zit een lange lyrische solo. De orkestratie is voor een symfonieorkest uiterst dun gecomponeerd, het volledige orkest speelt maar in een schaars aantal fragmenten, voornamelijk in deel 4. Het grootste gedeelte van het werk bevindt zich dan ook in de dynamiek piano of zachter.

## Info
Pintscher was al vroeg een gevierd componist, dit werk werd bijvoorbeeld als eerste uitgevoerd door de beroemde cellist Truls Mørk, met hét orkest van Frankrijk, Orchestre de Paris onder leiding van Christoph Eschenbach, in Parijs.

## Bron en discografie
- Uitgave Kairos 1258: Truls Mørk met NDR Symfonie Orkest o.l.v. de componist